# حصار بيماكويد (1696)
طبق حصار بيماكويد أثناء حرب الملك ويليام عندما هاجمت القوات الفرنسية والسكان الأصليين من فرنسا الجديدة المستوطنة الإنجليزية في بيماكويد (بريستول، مين حاليًا)، وهي تجمع سكاني يقع على الحدود مع أكاديا. قاد الحصار بيير لو موين ديبرفيل، وبارون دي سانت كاستين في الفترة من 14 إلى 15 أغسطس من عام 1696. استسلم قائد حصن ويليام هنري، الكابتن باسكو تشب، وتخلى عن الحصن. قتل إيبرفيل ثلاثة من الجنود وأعاد 92 آخرين إلى بوسطن.
كان الانتصار في بيماكويد من أهم الانتصارات التي حققها الفرنسيون خلال الحرب. أدى الحصار إلى غارة انتقامية شنتها قوات نيو إنجلاند على أكاديا.

## السياق التاريخي
مثلت بيماكويد (بريستول، مين حاليًا) المستوطنة الساحلية الأقصى من جهة الشمال لنيو إنجلاند، بينما مثلت بينتاغويت (كاستين، مين الحالية) المستوطنة الأكادية الأقصى من جهة الجنوب بالنسبة لفرنسا الجديدة، استمرت هذا التوزيع الجغرافي خلال معظم القرن السابع عشر، تحولت بعدها المنطقة إلى ساحة معارك خلال حرب الملك واختلف الفرنسيون والإنجليز حول حدود إمبراطوريتهم. استولى بارون دي سانت كاستين واتحاد واباناكي (أبيناكي) على حصن تشارلز وأحرقوه في عام 1689، وهو حصن خشبي محاط بسياج في بيماكويد، قتل خلال عملية الاستيلاء 200 بريطاني من الحصن والمنطقة المحيطة به.
استعاد الإنجليز السيطرة على المنطقة بحلول عام 1692، وأمر السير ويليام فيبس ببناء حصن ويليام هنري ليحل محل حصن تشارلز (بني الحصن الأصلي عام 1677 بأمر من الحاكم أندروس). بنى الإنجليز حصن ويليام هنري لحماية الحدود الشمالية لنيو إنجلاند. كان الحصن هو الأكبر في نيو إنجلاند. استخدمت حكومة ماساتشوستس ثلث ميزانيتها لبناء الحصن. استخدم الحجر والملاط في بناء الحصن. وضع ثمانية عشر مدفعًا في المنافذ المفتوحة، بلغت سماكة الجدران ستة أقدام وارتفعت من عشرة إلى عشرين قدمًا فوق سطح الأرض. أعيد بناء الحصن تحت إشراف الكابتن جون مارش بمساعدة كنيسة بنيامين.
عُقد اجتماع تحت علم الهدنة، انتهك قائد الحصن الكابتن باسكو تشب هذا الاجتماع، وانتهى بمقتل عدد من زعماء الأبيناكي الذين كانوا حاضرين (بما في ذلك الرئيس أسبينكويد). حضر ديبرفيل إلى هجوم مدفعي بري وسفن حربية لغزو الحصن. انضم سكان أبيناكي إلى قوات ديبرفيل في بينتاغويت بقيادة سانت كاستين.

## الحصار
قاد ديبرفيل قوة عسكرية قوامها 500 شخص، وطبق حصارًا على حصن ويليام هنري في 14 أغسطس. نزل خمسمائة محارب إلى حصن ويليام هنري في زوارقهم. حاصر المحاربون الحصن، وبالتالي قاموا بتثبيت الإنجليز بالداخل. سمحت هذه الإستراتيجية لديبرفيل بدخول الميناء وتفريغ مدافعه. وصل ديبرفيل بثلاث سفن فرنسية. بدأوا على الفور في فرض حصار على الحصن. رفض الكابتن تشب الاستسلام. واستمر الهجوم حتى ظهر اليوم التالي. تضمن شروط الاستسلام مرافقة تشب لرجاله إلى بوسطن واستبدالهم بالسجناء الفرنسيين والهنود المحتجزين هناك.

## ما بعد الكارثة
واصل ديبرفيل والسكان الأصليون طريقهم إلى مستعمرة نيوفندلاند الإنجليزية وداهموا العديد من القرى في حملة شبه جزيرة أفالون. ردت الكنيسة الكبرى على الحصار بالذهاب إلى أكاديا والمشاركة في الغارة على تشيغنيكتو. تعقب السكان الأصليون موقع تشب، وذبح مع عائلته في منزله في أندوفر بعد عامين.